# 丘亞拉 (加利福尼亞州)
丘亞拉（英語：Chualar）是位於美國加利福尼亞州蒙特雷縣的一個人口普查指定地區。

## 地理
丘亞拉的座標為36°34′41″N 121°31′07″W / 36.57806°N 121.51861°W，而該地最高點為海拔高度35米（即115英尺）。

## 人口
根據2010年美國人口普查的數據，丘亞拉的面積為1.622平方千米，均為陸地。當地共有人口1190人，而人口密度為每平方千米733人。